# محوى عماري (الحديدة)

تعديل مصدري - تعديل

محوى عماري هي إحدى قرى مديرية زبيد، التابعة لمحافظة الحديدة اليمنية، بلغ تعداد سكانها 996 نسمة حسب الإحصاء الذي أجري عام 2004.